# Универсальная алгебра
Универсальная алгебра — раздел математики, изучающий общие свойства алгебраических систем, использующий сходства между различными алгебраическими структурами — группами, кольцами, модулями, решётками, вводящий присущие им всем понятия и устанавливающий общие для всех них утверждения. Занимает промежуточное положение между математической логикой и общей алгеброй, как реализующий аппарат математической логики в применении к общеалгебраическим структурам.
Центральное понятие — алгебраическая система, объект максимальной общности, объемлющий значительную часть вариантов алгебраических структур; над этим объектом могут быть построены понятия гомоморфизма и факторсистемы, обобщающие соответствующие конструкции из теорий групп, колец, решёток и так далее. Развитое направление в разделе — изучение классов аксиоматизируемых алгебраических систем, прежде всего таких, как задающихся тождествами многообразия (в том числе свободные алгебры), и определяющихся квазитождествами квазимногообразия. В Математической предметной классификации универсальной алгебре присвоен раздел верхнего уровня 08.

## История
Первое упоминание о разделе математики с таким наименованием относится к Альфреду Уайтхеду (его «Трактат об универсальной алгебре, с приложениями» выпущен в 1898 году), однако появление выделенной дисциплины, изучающей алгебраические структуры как произвольные множества с произвольными наборами операций и соотношений связано с работами Гаррета Биркхофа 1935 года, в рамках работы над теорией решёток обратившего внимания на ряд параллельных конструкций, используемых в теории групп и колец: гомоморфизмы, факторгруппы и факторкольца, нормальные подгруппы и двухсторонние идеалы. Наблюдения Биркхофа некоторое время не вызывали опубликованных откликов и развития, однако 1940-е годы отмечено распространение «математического фольклора», связанного таким универсальным подходом к алгебре, в частности, он излагался в лекциях конца 1940-х годов, прочитанных Филипом Холлом в Кембриджском университете.
Следующим шагом к созданию универсальной алгебры как раздела математики отмечаются труды Альфреда Тарского по теории моделей и Кэндзиро Сёды по алгебрам с бинарными операциями, а также работы Леона Генкина, Анатолия Мальцева, Абрахама Робинсона, Бьярни Йоунссона (исл. Bjarni Jónsson), применивших аппарат математической логики, используемый в рамках строящейся в те годы теории моделей, к исследованию алгебраических систем как структур, обобщающих модели и алгебры. При этом, работа Мальцева 1941 года отмечена как предвосхищающая логический подход к универсальной алгебре, но не получившая откликов и своевременного развития из-за войны, а лекция Тарского на Международном конгрессе математиков в 1950 году — как отправная точка для второго периода развития раздела.
С конца 1950-х годов развитие получило направление, исследующее свободные алгебры, прежде всего, благодаря работам Эдварда Марчевского и последовавшей серии из более чем пятидесяти статей польских математиков в этом направлении. В середине 1950-х годов Филипом Хиггинсом введены и изучены мультиоператорные группы как структуры, в которых может быть обобщено понятие коммутанта и всякая конгруэнция представляется разложением на смежные классы по идеалам (по аналогии с соответствующими свойствами нормальной подгруппы и двухстороннего идеала кольца), позднее также изучены специальные классы мультиоператорных групп (мультиоператорные кольца и алгебры).
С начала 1960-х годов развивается теория квазимногообразий и вопросы их связи с аксиоматизируемыми классами алгебраических систем (Мальцев, Горбунов), наиболее бурно развивающимся направлением начала — середины 1970-х годов стали исследования многообразий конгруэнций (Бьярни Йоунссон, Гретцер).
К 1968 году библиография по универсальной алгебре насчитывала более 1 тыс. статей, к 1980 году — более 5 тыс.; в период с 1976 по 1988 год опубликовано 2 тыс. работ.
Во второй половине 1970-х годов возникли приложения универсальной алгебры в информатике — теории абстрактных типов данных, теории систем управления базами данных; приложения в основном строятся вокруг понятия многосортных алгебр. Среди основных направлений, наиболее активно развивавшиеся в 1980-е — 1990-е годы — теория квазимногообразий, теория коммутаторов для многообразий конгруэнций, теория естественной двойственности (англ. natural duality theory). В 2000-е годы получило интенсивное развитие отдельное направление — универсальная алгебраическая геометрия, обобщающая классическую алгебраическую геометрию, работающую с алгебраическими полями, на более широкие классы алгебраических систем.

## Алгебраические системы, алгебры и модели
Базовый объект изучения раздела — алгебраическая система — произвольное непустое множество с заданным (возможно, бесконечным) набором конечноарных операций над ним и конечноарных отношений: {\displaystyle {\mathfrak {A}}=\langle A,\;F,\;R\rangle }, {\displaystyle F=\langle f_{1}\colon A^{n_{1}}\to A,\;\ldots f_{i}\colon A^{n_{i}}\to A,\;\ldots \rangle }, {\displaystyle R=\langle r_{1}\subseteq A^{m_{1}},\;\ldots r_{i}\subseteq A^{m_{i}},\;\ldots \rangle }. Множество {\displaystyle A} в этом случае называется носителем (или основным множеством) системы, набор функциональных и предикатных символов с их арностями {\displaystyle \langle F,\;R,\;\langle n_{1},\;\ldots n_{i},\;\ldots \rangle ,\;\langle m_{1}\ldots m_{i},\;\ldots \rangle \rangle } — её сигнатурой. Система с пустым множеством отношений называется универсальной алгеброй (в контексте предмета — чаще просто алгеброй), а с пустым множеством операций — моделью или системой отношений, реляционной системой.
В эту абстракцию вписываются все базовые общеалгебраические структуры, например частично упорядоченное множество — реляционная система, наделённая бинарным отношением частичного порядка, а группа — алгебра, снабжённая нульарной операцией, выделяющей нейтральный элемент, унарной операцией получения обратного элемента и бинарной ассоциативной операцией.
Благодаря тому, что любую {\displaystyle n}-арную операцию {\displaystyle f\colon A^{n}\to A} можно представить как {\displaystyle (n+1)}-мерное отношение {\displaystyle \mathrm {r} f=\{\langle a_{1},\;\ldots ,\;a_{n},\;a_{n+1}\rangle \mid a_{n+1}=f(a_{1},\;\ldots ,\;a_{n})\}}, любые алгебраические системы могут быть исследованы как модели, теоретико-модельным инструментарием.

## Основные конструкции
Для алгебраических систем вводятся конструкции, характерные для всех базовых общеалгебраических структур: подсистема (подалгебра, подмодель), как подмножество носителя системы, замкнутое относительно всех операций и отношений, гомоморфизма систем, как отображения между системами одного типа, сохраняющий основные операции и отношения, изоморфизма, как обратимого гомоморфизма, автоморфизма как изоморфизма на себя. Введение понятия конгруэнции как стабильного отношения эквивалентности на системе позволяет построить такую конструкцию, как факторсистему (факторалгебру, фактормодель) — систему над классами эквивалентности. При этом доказана общая для всех алгебраических систем теорема о гомоморфизме, утверждающая, что для любого гомоморфизма {\displaystyle \varphi \colon {\mathfrak {A}}(A,\;\Sigma )\to {\mathfrak {A}}'(A',\;\Sigma )} естественное отображение факторсистемы по ядерной конгурэнции {\displaystyle {\mathfrak {A}}/\{(x,\;y)\in A\times A'\mid \varphi (x)=\varphi (y)\}} в {\displaystyle {\mathfrak {A}}'} является гомоморфизмом, а в случае алгебр — изоморфизмом.
Все подсистемы алгебраической системы {\displaystyle \mathbf {Sub} \,{\mathfrak {A}}} образуют полную решётку, кроме того, любая алгебраическая решётка (то есть решётка, каждый элемент которой представим как точная верхняя грань её компактных элементов) изоморфна решётке подалгебр некоторой универсальной алгебры. Исследованы группы автоморфизмов алгебраических систем {\displaystyle \mathbf {Aut} \,{\mathfrak {A}}}, решётки конгруэнций {\displaystyle \mathbf {Con} \,{\mathfrak {A}}}. В частности, показано, что для любой группы {\displaystyle G} и решёток {\displaystyle L_{0}} и {\displaystyle L_{1}} существует такая универсальная алгебра {\displaystyle {\mathfrak {A}}}, что {\displaystyle G\cong \mathbf {Aut} \,{\mathfrak {A}}}, {\displaystyle L_{0}\cong \mathbf {Sub} \,{\mathfrak {A}}}, {\displaystyle L_{1}\cong \mathbf {Con} \,{\mathfrak {A}}}.
Над семейством алгебраических систем одного типа определяется прямое произведение {\displaystyle \prod _{i\in I}{{\mathfrak {A}}_{i}(A_{i},\;\langle f_{1}\colon A^{n_{1}}\to A,\;\ldots f_{i}\colon A^{n_{i}}\to A,\;\ldots \rangle ,\;\langle r_{1}\subseteq A^{m_{1}},\;\ldots r_{i}\subseteq A^{m_{i}},\;\ldots \rangle )}} как система, операции и отношения которой покоординатно определены на декартовом произведении носителей: то есть для {\displaystyle f_{k}\colon (\prod _{i\in I}A_{i})^{n_{k}}\to \prod _{i\in I}A_{i}} — {\displaystyle f_{k}(\langle \ldots a_{i,\;1}\ldots \rangle ,\;\ldots ,\;\langle \ldots a_{i,\;n_{k}}\ldots \rangle )=\langle \ldots ,\;f(a_{i,\;1},\;\ldots a_{i,\;n_{k}}),\;\ldots \rangle }, а для {\displaystyle r_{k}\subseteq (\prod _{i\in I}A_{i})^{n_{k}}} — {\displaystyle \{\langle \ldots ,\;r(a_{i,\;1},\;\ldots ,\;a_{i,\;k}),\;\ldots \rangle \mid a_{i,\;j}\in A_{i},\;i\in I,\;1\leqslant j\leqslant k\}}. Проекциями прямого произведения являются естественные сюръективные гомоморфизмы {\displaystyle \pi _{k}\colon \prod _{i\in I}{{\mathfrak {A}}_{i}}\to {\mathfrak {A}}_{k}}, восстанавливающие операции и отношения в компонентах произведения. Декартовой степенью алгебраической системы называется прямое произведение с самой собой: {\displaystyle {\mathfrak {A}}^{n}=\prod _{i=1}^{n}{{\mathfrak {A}}_{i}}}; решётку конгруэнций алгебры {\displaystyle \mathbf {Con} \,{\mathfrak {A}}} в этом смысле можно рассмотреть как входящую в решётку подалгебр её декартова квадрата {\displaystyle \mathbf {Sub} \,{\mathfrak {A}}^{2}}, притом установлено, что она является в ней полной подрешёткой.

## Многообразия
Многообразие алгебраических систем (или эквациональный класс) — класс алгебраических систем фиксированной сигнатуры, аксиоматизируемый набором тождеств, выраженных в термах сигнатуры, это понятие обобщает такие специальные аксиоматически заданные классы алгебр, как класс всех полугрупп, класс всех групп, класс всех колец. Основанием для изучения такой обобщённой конструкции как многообразия является теорема Биркгофа, утверждающая, что для аксиоматизируемости тождествами непустого класса алгебраических систем {\displaystyle {\mathfrak {K}}} необходимо и достаточно, чтобы он содержал:
- декартово произведение произвольной последовательности {\displaystyle {\mathfrak {K}}} (был мультипликативно замкнутым);
- любую подсистему произвольной {\displaystyle {\mathfrak {K}}}-системы (являлся наследственным);
- гомоморфный образ любой {\displaystyle {\mathfrak {K}}}-системы (был гомоморфно замкнутым)[25].

Третье условие эквивалентно замкнутости относительно факторсистем.
В исследованиях по универсальной алгебре подробно изучены структурные свойства многообразий, вопросы погружаемости систем одного многообразия в системы другого. Подмногообразия для заданного эквационального класса образуют решётку по включению, при этом свойства таких решёток многообразий различны, в частности решётка всех многообразий решёток дистрибутивна и имеет мощность континуума, а решётка всех многообразий групп модулярна, но дистрибутивной не является.
Дополнительно к многообразиям изучены такие более общие классы систем, как предмногообразия (реплично полные классы) — классы, замкнутые относительно подалгебр и декартовых произведений, содержащие одноэлементную систему и квазимногообразия — классы, аксиоматизируемые вместо набора тождеств набором квазитождеств (определёнными дизъюнктами Хорна), а также конечно-замкнутные варианты многообразий и квазимногообразий — псевдомногообразия и псевдоквазимногообразия.